# Henry Francis Lyte

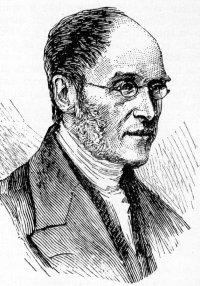
Henry Francis Lyte

Henry Francis Lyte (1 de junho, de 1793 - 20 de novembro, de 1847) era um poeta britânico, que escreveu vários hinos que se tornaram famosos.
Nasceu em uma fazenda em West Mains, Ednam, perto de Kelso, Escócia. A família era, no entanto, de Sommerset, no sul da Inglaterra. O pai era oficial da marinha. Em 1804 a família se mudou para a Irlanda, que foi anectada pelo Reino da Grã-Bretanha em 1801. Em 1815 tornou-se pastor da Igreja Anglicana, e se casou com uma moça irlandesa chamada Anne. Por causa da saúde fraca dele o casal mudou-se para uma aldeia de pescadores no condado Devon, no ameno sul da Inglaterra.
O definhamento progressivo, causada por tuberculose o flagelou por toda a vida. Depois de 1844 a doença tornou-se grave. Três semanas antes de morrer, em 1847, ele escreveu o hino mais famoso,  Abide with me (Conosco fica), que se tornou hino nacional da Inglaterra. Viajou ainda para Nice no sul da França, para combater a doença, mas morreu lá e foi enterrado na França.
Vários hinos dele foram traduzidos para outras línguas. Em português alguns são achados no hinário luterano da IELB, (Nº 212 e 403), no "Cantor Cristão" (13, 56 e 291), e no Hinário Adventista (397), entre outros. O hino "Abide with me" foi traduzido para o português várias vezes e é conhecido como "Conosco fica", "Conosco assiste" ou "Comigo habita".